# Edgardo Bauza
Edgardo Bauza (Granadero Baigorria, 26 januari 1958) is een Argentijns voormalig voetballer en voetbaltrainer.

## Clubcarrière
Bauza maakte 80 doelpunten in 310 competitieduels voor Rosario Central en werd tweemaal landskampioen met de club. In 1983 trok hij naar het Colombiaanse Atlético Junior. Twee jaar later keerde de middenvelder terug naar Argentinië waar hij bij Independiente ging voetballen. In 1986 keerde hij terug bij Rosario Central. In het seizoen 1990/91 sloot Bauza zijn carrière af bij het Mexicaanse CD Veracruz.

## Interlandcarrière
Bauza speelde zelf drie interlands voor Argentinië en zat in de selectie voor het WK 1990 in Italië, waar hij niet in actie kwam.

## Trainerscarrière
In 1998 begon Bauza aan zijn trainerscarrière bij het Argentijnse Rosario Central, de club waar hij enkele jaren als speler fungeerde. Nadien coachte hij het Argentijnse Vélez Sarsfield, het Argentijnse CA Colón, het Peruaanse Sporting Cristal, opnieuw CA Colón, het Ecuadoraanse LDU Quito (waarmee hij de CONMEBOL Libertadores won), het Saoedi-Arabische  Al-Nassr en opnieuw LDU Quito (waarmee hij in 2010 de CONMEBOL Recopa won). In januari 2014 kwam Bauza bij het Argentijnse San Lorenzo terecht, waarmee hij in hetzelfde jaar de CONMEBOL Libertadores won. Dit was voor de Argentijn de tweede keer dat de Zuid-Amerikaanse hoofdprijs voor clubteams onder zijn leiding werd gewonnen. In december 2015 vertrok hij naar het Braziliaanse São Paulo. Op 1 augustus 2016 werd hij gepresenteerd als de bondscoach van Argentinië. Hij volgde hiermee Gerardo Martino op. Vanaf mei 2017 was Bauza korstondig bondscoach van de Verenigde Arabische Emiraten. In september 2017 werd Bauza, na het ontslag van voormalig bondscoach Bert van Marwijk, benoemd tot bondscoach van Saoedi-Arabië. Hij kreeg op 22 november van datzelfde jaar na vijf oefenwedstrijden zijn ontslag. Onder zijn leiding verloor de ploeg van Ghana, Portugal en Bulgarije. Van Jamaica en Letland werd wel gewonnen.

## Erelijst
Als speler
| Primera División | 2x | 1980 Nacional, 1986/87 |

Als trainer
| Competitie            |                  |                  |                  |                  |
| Competitie            | Aantal           | Jaren            |                  |                  |
| Sporting Cristal      | Sporting Cristal | Sporting Cristal | Sporting Cristal | Sporting Cristal |
| --------------------- | ---------------- | ---------------- | ---------------- | ---------------- |
| Primera División      | 1x               | 2005             |                  |                  |
| LDU Quito             |                  |                  |                  |                  |
| CONMEBOL Libertadores | 1x               | 2008             |                  |                  |
| CONMEBOL Recopa       | 1x               | 2010             |                  |                  |
| Serie A               | 2x               | 2007, 2010       |                  |                  |
| San Lorenzo           |                  |                  |                  |                  |
| CONMEBOL Libertadores | 1x               | 2014             |                  |                  |

1 Pumpido ·
2 Batista ·
3 Balbo ·
4 Basualdo ·
5 Bauza ·
6 Calderón ·
7 Burruchaga ·
8 Caniggia ·
9 Dezotti ·
10 Maradona  ·
11 Fabbri ·
12 Goycochea ·
13 Lorenzo ·
14 Giusti ·
15 Monzón ·
16 Olarticoechea ·
17 Sensini ·
18 Serrizuela ·
19 Ruggeri ·
20 Simón ·
21 Troglio ·
22 Cancelarich ·
Coach: Bilardo